# Friends (песня Джастина Бибера и BloodPop)
«Friends» (рус. «Друзья») — песня канадского певца и автора песен Джастина Бибера и американского продюсера и композитора BloodPop. Песня была написана Бибером, Джулией Майклз, Джастином Трантером и BloodPop. Продюсером трека выступил Джош Гудвин и BloodPop. Песня была выпущена лейблами GENPOP Corporation, RBMG Records, School Boy Records, Def Jam Recordings и Republic Records 17 августа 2017 года. Это первый сингл Бибера в 2017 году, где певец выступил в качестве ведущего артиста.

## История
В июле Бибер сыграл фанатам отрывок песни в аэропорту Милана. 13 августа 2017 года Бибер намекнул на сингл, написав в Твиттере: «Можем ли мы по-прежнему быть друзьями» (англ. «Can We Still Be Friends» — строчка из песни).
14 августа 2017 года Бибер объявил о предстоящем релизе в Twitter и Instagram, в сопровождении обложки, представляющей собой монохромную иллюстрацию двух птиц, разрывающих белого червя, а также жёлтого текста с названием песни. Пост Джастин подписал «Новая музыка. Четверг полдень». Джулия Майклз и Джастин Трантер позже рассказали в социальных сетях, что они совместно записали сингл.
Ранее по сети гулял небольшой отрывок песни с припевом, поэтому изначально предполагалось, что песня будет называться «Can We Be Friends?», но позже было подтверждено верное название.

## Критика
Хью Макинтайр из Forbes написал, что «все в песне идеально и прекрасно подходит для радио в течение оставшейся части лета».
Спенсер Корнхабер из The Atlantic назвал сингл «гладким электро» и «миллионным ребенок Eurythmics», написав что это единственная песня, которая смогла приблизиться к «Sweet Dreams (Are Made of This)», за три десятилетия ". Он написал, что BloodPop обеспечил «настойчивым ритмом», «строгой стихотворной структурой прехор-хоруса».
Джордан Сарджент из Spin считает, что четыре автора песни похоже, явно проклевали эту песню, и что песня «имеет такой же маленький бит между драмами, что и „Sorry“, а также его разыгранные вокальные контрапунты».
Бет Шиллидей из Hollywood Life высказалась: «У песни есть все невероятные удары BloodPop, которые протекают между поп и EDM настолько безупречно. Просто добавьте сексуальный голос Бибса, и это рецепт музыкальной победы!»
Бриттани Спанос из Rolling Stones посчитал, что Бибер «торговал в тропических домиках своими предыдущими сольными хитами ради более сильного поп-направления» для этой песни.
Мейв МакДермотт из USA Today предположил, что песня «наконец-то освобождает Бибера из бездушной тюрьмы его одноразового EDM».
Николас Хаутман из Us Weekly назвал песню «вдохновленной EDM-мелодией».
Джордан Коли из The Ringer описал эту песню как «189 секунд бесплатного стандартного тарифа Бибера».
Шеннон Карлин из Bustle рассмотрел трек как «летний джем» и почувствовал, что «это было броско, как ад».
Алисия Адеджоби из International Business Times считает, что песня «пронизана ритмом EDM».
Фил Витмер из Vice написал, что песня «в значительной степени звучит как ремикс на синтезатор-диско» из «Sorry», в котором «прогрессия аккордов — та же самая».
Беатрис Хазлхерст из Paper назвала песню «бесстыдным флагом клуба».

## Авторы
- Джастин Бибер — исполнитель
- BloodPop — автор песни, продюсер, клавишные, фоновый вокал, бас и синтезатор
- Джулия Майклс — автор песни, фоновой вокал
- Джастин Трантер — автор песни
- Джош Гудвин — продюсер, проектор, проектор записи
- Майкл Фримен — помощник в миксе.
- Spike Stent — микс

## Чарты
| Чарты (2017)                        | Высшая позиция |
| ----------------------------------- | -------------- |
| Австралия (ARIA)                    | 2              |
| Бельгия/Фландрия (Ultratop 50)      | 15             |
| Бельгия/Валлония (Ultratop 50)      | 27             |
| Канада (Billboard Canadian Hot 100) | 4              |
| Чехия (Rádio — Top 100)             | 24             |
| Чехия (Singles Digitál Top 100)     | 3              |
| Дания (Tracklisten)                 | 1              |
| Финляндия (Suomen virallinen lista) | 2              |
| Франция (SNEP)                      | 8              |
| Германия (GfK)                      | 5              |
| Венгрия (Rádiós Top 40)             | 16             |
| Венгрия (Single Top 40)             | 5              |
| Венгрия (Stream Top 40)             | 3              |
| Ирландия (IRMA)                     | 4              |
| Италия (FIMI)                       | 10             |
| Япония (Billboard Japan Hot 100)    | 22             |
| Нидерланды (Dutch Top 40)           | 6              |
| Новая Зеландия (Recorded Music NZ)  | 3              |
| Норвегия (VG-lista)                 | 1              |
| Шотландия (OCC Scotland)            | 4              |
| Словакия (Rádio — Top 100)          | 27             |
| Словакия (Singles Digitál Top 100)  | 1              |
| Швеция (Sverigetopplistan)          | 2              |
| Швейцария (Schweizer Hitparade)     | 3              |
| Великобритания (OCC UK Singles)     | 2              |
| США (Billboard Hot 100)             | 20             |
| США (Billboard Adult Contemporary)  | 25             |
| США (Billboard Adult Pop Airplay)   | 17             |
| США (Billboard Dance Club Songs)    | 42             |
| США (Billboard Pop Airplay)         | 11             |
| США (Billboard Rhythmic)            | 19             |

## Сертификации
| Регион | Сертификация  | Продажи   |
| --- | ------------- | --------- |
| Австралия (ARIA) | 2× Платиновый | 140 000   |
| Бельгия (BEA) | Золотой       | 10 000    |
| Бразилия (ABPD) | 3× Платиновый | 180 000   |
| Канада (Music Canada) | 2× Платиновый | 160 000   |
| Дания (IFPI Danmark) | Платиновый    | 90 000    |
| Германия (BVMI) | Платиновый    | 400 000   |
| Италия (FIMI) | 2× Платиновый | 100 000   |
| Новая Зеландия (RMNZ) | Золотой       | 15 000    |
| Норвегия (IFPI Norway) | 2× Платиновый | 120 000   |
| Португалия (AFP) | Платиновый    | 10 000    |
| Испания (PROMUSICAE) | Золотой       | 20 000    |
| Швеция (GLF) | Золотой       | 20 000    |
| Великобритания (BPI) | Платиновый    | 600 000   |
| США (RIAA) | Платиновый    | 1 000 000 |
| * Данные о продажах приведены только на основе сертификации. · Данные о продажах + прослушиваниях приведены только на основе сертификации. |               |           |